# Camponotus tashcumiri
Camponotus tashcumiri är en myrart som beskrevs av Yu S. Tarbinsky 1976. Camponotus tashcumiri ingår i släktet hästmyror, och familjen myror. Inga underarter finns listade.